# 福岡×
『福岡×』（ふくおか・かける）は、FM FUKUOKAで2015年4月から放送されているラジオ番組。2017年9月の放送を最後に放送を休止している。うまから調味料ソースコを販売するキヨトクの一社提供番組。

## 概要
福岡一の音楽好きを自称する椎葉ユウがゲストのミュージシャンと毎週ゆったりと自由な内容でトークする音楽番組。トークが盛り上がりすぎて30分に収まりきらないことが多いため、完全版（もしくはディレクターズカット版）を公式サイトにあるポッドキャストで配信していた。また、出演したゲストには番組スポンサー・キヨトクの商品ソースコのプレゼントが行われていた。
シーズン1最終回の番組ブログではシーズン2の可能性も示唆されているが、2017年10月から椎葉が県内の他のFMラジオ局の番組に出演しているため、番組の公式HP上では『現在、番組は休止中です。』との表示がなされている。

## パーソナリティ
- 椎葉ユウ（この番組のディレクターも兼任）

不定期出演
- 清川ニジオ（うわさの「」スタッフ。映画SPに出演。）
- 穴井くるみ（うわさの「」番組AD。映画SPに出演。）

## ゲスト

### シーズン1

#### 2015年
| 4月                                | 4日 | indigo la End       | 11日 | 原田郁子 （クラムボン）             | 18日 | 塩ノ谷早耶香                   | 25日 | Scoobie Do (1)                      | Scoobie Do (1)              | Scoobie Do (1)              |
| 5月                                | 2日 | ボギー＆モンド      | 9日  | 森雪之丞                            | 16日 | 浜野謙太 （在日ファンク）      | 23日 | コムアイ (1) （水曜日のカンパネラ） | 30日                        | -                           |
| 6月                                | 6日 | Nakakoh             | 13日 | 高田漣                              | 20日 | 田島貴男 (1) （ORIGINAL LOVE） | 27日 | 星野みちる (1)                      | 星野みちる (1)              | 星野みちる (1)              |
| 7月                                | 4日 | 藤原さくら          | 11日 | 浜崎貴司                            | 18日 | 高橋優 (1)                     | 25日 | KC （チョモランマ）                 | KC （チョモランマ）         | KC （チョモランマ）         |
| 8月                                | 1日 | 新山詩織            | 8日  | 佐藤タイジ （THEATRE BROOK）        | 15日 | -                              | 22日 | LinQ (1)                            | 29日                        | 南波志帆 (1)                |
| 9月                                | 5日 | 中野ミホ （Drop's） | 12日 | 加藤ひさし (1) （ザ・コレクターズ） | 19日 | エミ・マイヤー                 | 26日 | ハナレグミ                          | ハナレグミ                  | ハナレグミ                  |
| 10月                               | 3日 | 佐野元春            | 10日 | 牧達弥 (1) （go!go!vanillas）       | 17日 | 小林高鹿                       | 24日 | IKKUBARU                            | 31日                        | SPECIAL OTHERS (1)          |
| 11月                               | 7日 | 星野みちる (2)      | 14日 | 坂本真綾                            | 21日 | 志磨遼平 （ドレスコーズ）      | 28日 | 小宮山雄飛 （ホフディラン）         | 小宮山雄飛 （ホフディラン） | 小宮山雄飛 （ホフディラン） |
| 12月                               | 5日 | THE GOGGLES (1)     | 12日 | 志磨遼平 （ドレスコーズ）           | 19日 | -                              | 26日 | アナ                                | アナ                        | アナ                        |
| 注SAT15 1. 2. 3. 4. 5. 6. 7. 8. 9. |     |                     |      |                                     |      |                                |      |                                     |                             |                             |

#### 2016年
| 1月                                                    | 2日 | -                         | 9日  | ROTH BART BARON             | 16日 | 平戸祐介                       | 23日 | スガシカオ (1)          | 30日                    | LinQ (2)                                          |  |
| 2月                                                    | 6日 | YONCE (1) （Suchmos）     | 13日 | NakamuraEmi                 | 20日 | Schroeder-Headz                | 27日 | かりゆし58              | かりゆし58              | かりゆし58                                        |  |
| 3月                                                    | 5日 | 雨のパレード              | 12日 | noon                        | 19日 | KAN                            | 26日 | 吉田美奈子 森俊之       | 吉田美奈子 森俊之       | 吉田美奈子 森俊之                                 |  |
| 4月                                                    | 2日 | -                         | 9日  | ドラマチックアラスカ        | 16日 | Hello Sleepwalkers             | 23日 | 高橋優 (2)              | 30日                    | 白波多カミン                                      |  |
| 5月                                                    | 7日 | 9mm Parabellum Bullet (1) | 14日 | ノーナ・リーヴス            | 21日 | 城直樹                         | 28日 | 南波志帆 (2)            | 南波志帆 (2)            | 南波志帆 (2)                                      |  |
| 6月                                                    | 4日 | 石崎ひゅーい              | 11日 | ATSUSHI （EXILE）           | 18日 | 田島貴男 (2) （ORIGINAL LOVE） | 25日 | 森達也                  | 森達也                  | 森達也                                            |  |
| 7月                                                    | 2日 | カジヒデキ                | 9日  | CHARA (1) （YEN TOWN BAND） | 16日 | 渡辺圭一 （ヒートウェイヴ）    | 23日 | カーネーション          | 30日                    | ROY （THE BAWDIES） 牧達弥 (2) （go!go!vanillas） |  |
| 8月                                                    | 6日 | 松尾レミ （GLIM SPANKY）  | 13日 | Small Circle of Friends     | 20日 | 堀込高樹 （KIRINJI）           | 27日 | Small Circle of Friends | Small Circle of Friends | Small Circle of Friends                           |  |
| 9月                                                    | 3日 | ケイタク                  | 10日 | SHISHAMO                    | 17日 | THE GOGGLES (2)                | 24日 | 伊藤銀次                | 伊藤銀次                | 伊藤銀次                                          |  |
| 10月                                                   | 1日 | about a ROOM              | 8日  | Rei                         | 15日 | のっち（Perfume）              | 22日 | 手嶌葵                  | 29日                    | androp                                            |  |
| 11月                                                   | 5日 | Shiggy Jr.                | 12日 | KEN THE 390                 | 19日 | 永井利充(Dr.TOSH?)             | 26日 | NYAI                    | NYAI                    | NYAI                                              |  |
| 12月                                                   | 3日 | 堀込泰行                  | 10日 | 山中さわお（the pillows）   | 17日 | 難波章浩（Hi-STANDARD）        | 24日 | -                       | 31日                    | 加藤ひさし (2) （ザ・コレクターズ）               |  |
| 注SAT16 1. 2. 3. 4. 5. 6. 7. 8. 9. 10. 11. 12. 13. 14. |     |                           |      |                             |      |                                |      |                         |                         |                                                   |  |

#### 2017年
| 1月                                        | 7日 | 南波志帆 (3)              | 14日 | 滝田周 （サンドクロック）           | 21日 | ASA-CHANG                           | 28日 | THE GOGGLES (3)              | THE GOGGLES (3)              | THE GOGGLES (3)              |
| 2月                                        | 4日 | TAKURO （GLAY）           | 11日 | 大谷ノブ彦（ダイノジ）              | 18日 | ROY (2) （THE BAWDIES）             | 25日 | 宮崎朝子 （SHISHAMO）        | 宮崎朝子 （SHISHAMO）        | 宮崎朝子 （SHISHAMO）        |
| 3月                                        | 4日 | YONCE (2) （Suchmos）     | 11日 | 矢野まき                            | 18日 | ベッド・イン（[[]]）                | 25日 | 赤い公園                     | 赤い公園                     | 赤い公園                     |
| 4月                                        | 1日 | スガシカオ (2)            | 8日  | 曽我部恵一 （サニーデイ・サービス） | 15日 | コムアイ (2) （水曜日のカンパネラ） | 22日 | SPECIAL OTHERS (2)           | 29日                         | -                            |
| 5月                                        | 6日 | 斎藤誠                    | 13日 | クリープハイプ                      | 20日 | サンボマスター                      | 27日 | 角松敏生                     | 角松敏生                     | 角松敏生                     |
| 6月                                        | 3日 | 9mm Parabellum Bullet (2) | 10日 | シンリズム                          | 17日 | 細野晴臣                            | 24日 | I Don't Like Mondays.        | I Don't Like Mondays.        | I Don't Like Mondays.        |
| 7月                                        | 1日 | 須藤寿 （髭）             | 8日  | 集団行動                            | 15日 | 奇妙礼太郎 （天才バンド）           | 22日 | ALTER EAGO                   | 29日                         | CHARA (2)                    |
| 8月                                        | 5日 | LOVE PSYCHEDELICO         | 12日 | -                                   | 19日 | sumika                              | 26日 | LITTLE （KICK THE CAN CREW） | LITTLE （KICK THE CAN CREW） | LITTLE （KICK THE CAN CREW） |
| 9月                                        | 2日 | 畳野彩加 （Homecomings）  | 9日  | RHYMESTER                           | 16日 | 内村友美 （la la larks）            | 23日 | Scoobie Do (2)               | 30日                         | -                            |
| 注SAT17 1. 2. 3. 4. 5. 6. 7. 8. 9. 10. 11. |     |                           |      |                                     |      |                                     |      |                              |                              |                              |